# Миткова, Татьяна Ростиславовна
Татья́на Ростисла́вовна Митко́ва (род. 13 сентября 1955, Москва) — советская и российская тележурналистка, телеведущая, заместитель генерального директора ОАО «Телекомпания НТВ» по информационному вещанию (2004—2014), главный редактор Службы информации НТВ (с 2001 года).

## Биография
Родилась 13 сентября 1955 года в семье советского офицера, участника Великой Отечественной войны, сотрудника внешней разведки Ростислава Леонидовича Миткова (1924—2020).
Происходит из дворянского рода Митьковых; согласно семейным воспоминаниям, на «Митков» фамилию изменил дед журналистки, опасаясь преследования своей семьи при советской власти.
Детство Татьяны прошло в Швейцарии — тогда её мать работала в посольстве СССР. Увлекалась фигурным катанием и хореографией и хотела поступать в музыкальное училище.
В 1973 году окончила московскую специализированную среднюю школу № 56 с углублённым изучением английского языка. Позже училась в Школе юного журналиста при факультете журналистики МГУ им. М. В. Ломоносова, а в 1974 году поступила на его вечернее отделение, проучившись до 1980 года.
Будучи студенткой, работала на ЦТ Гостелерадио СССР, где занимала должности от помощника режиссёра (первая должность на ТВ) до специального корреспондента. В 1980-е годы на Центральном телевидении работала в информационной программе «Время», в утренней программе «120 минут» и в передаче «Международная панорама». В интервью призналась, что редакторский опыт в «Международной панораме» значительно повлиял на дальнейший профессиональный рост: среди её учителей были Александр Бовин, Генрих Боровик, Всеволод Овчинников.
С 1990 года становится ведущей информационных выпусков Телевизионной службы новостей (ТСН) ЦТ СССР. В январе 1991 года отказалась читать в эфире официальное сообщение ТАСС о событиях в Вильнюсе. Через некоторое время после этого была уволена.
После увольнения сотрудничала с немецкой телекомпанией ARD, куда была приглашена журналистом Гердом Руге.
В августе 1991 года после провала путча ГКЧП вернулась на ТВ. В 1991—1993 годах ведущая дневных выпусков новостей первого канала телекомпании «Останкино». Тогда же в программе «Новости» сделала репортаж о сотрудничестве высших иерархов Русской православной церкви с КГБ.
В октябре 1993 года перешла в только что созданную телекомпанию НТВ и начала работать ведущей вечерних выпусков информационной программы «Сегодня». Провела как самый первый выпуск этой программы вообще (11 октября 1993 года), так и первый выпуск на частоте 4-го канала (17 января 1994 года).
Оставалась ведущей вечерних выпусков программы «Сегодня» на протяжении 11 лет — с октября 1993 по июль 2004 года. В разное время поочерёдно с ней ведущими вечерних выпусков работали Михаил Осокин (1993—2001, 2003—2004), Пётр Марченко (2001—2002) и Кирилл Поздняков (2002—2003).
26 января 2001 года была вызвана на допрос в Генпрокуратуру РФ с целью выяснения обстоятельств получения крупной ссуды в размере 70 тысяч долларов от «Медиа-Моста». Во время активной фазы конфликта между группой Владимира Гусинского «Медиа-Мост» и ОАО «Газпром-Медиа» за право владения телекомпанией (в апреле 2001 года) покинула НТВ в знак протеста против позиции, занятой в этом конфликте большинством журналистов НТВ, руководством компании и её генеральным директором Евгением Киселёвым. Однако в ночь, когда НТВ перешло под контроль «Газпрома» и после вынужденного ухода команды «старого НТВ», вернулась на телеканал НТВ вместе с новой администрацией.
25 апреля 2001 года на собрании коллектива НТВ была единогласно избрана главным редактором Службы информации.
С июля 2004 по декабрь 2014 года также занимала должность заместителя генерального директора телеканала НТВ по информационному вещанию. Уйдя из кадра, являлась ведущей (в паре с Михаилом Осокиным) специального проекта НТВ к 60-летию Победы в Великой Отечественной войне 1941—1945 годов «Москва—Берлин» в мае 2005 года, принимала участие в нескольких «Разговорах с Дмитрием Медведевым» в декабре 2008 года и апреле 2009 года.

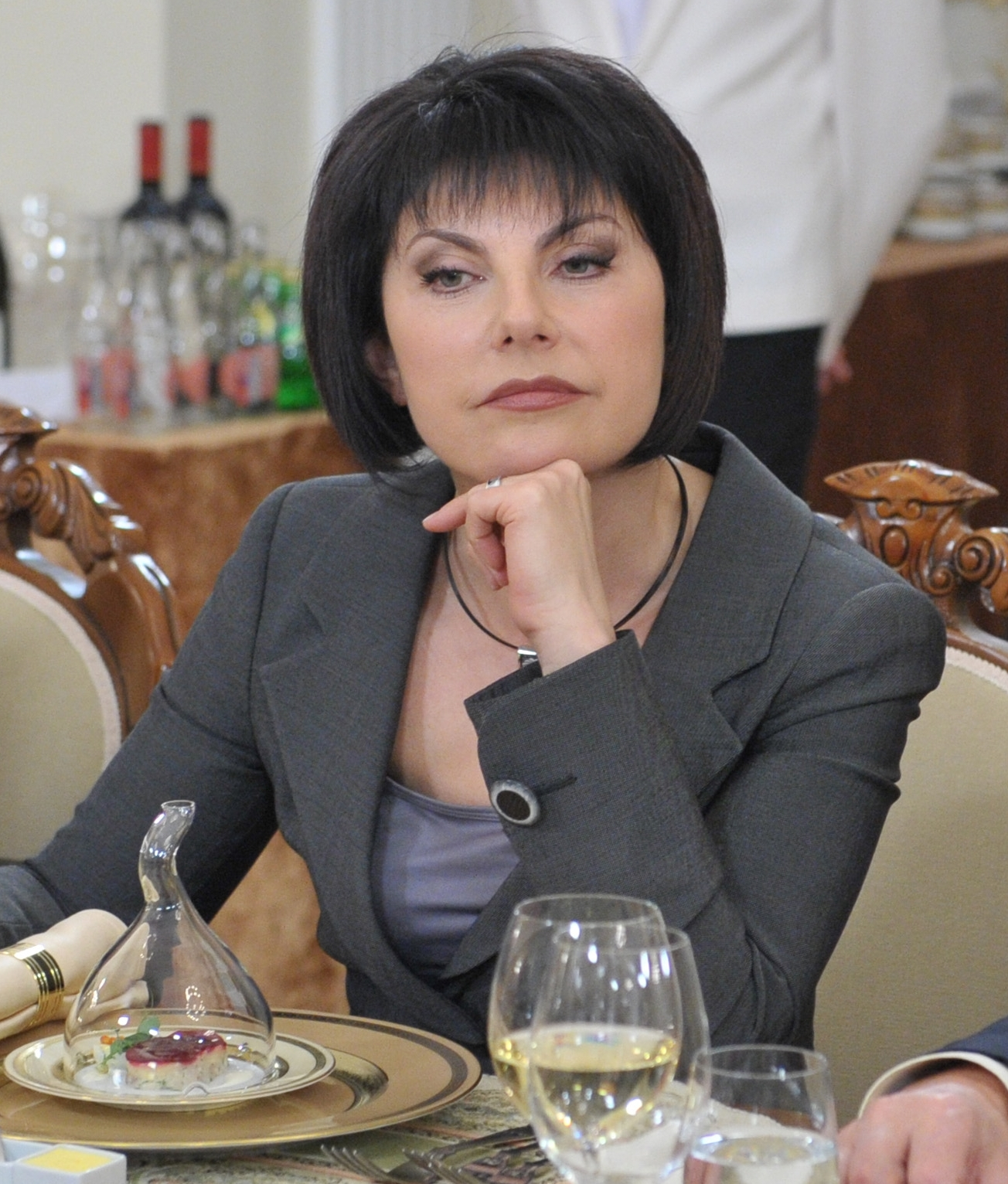
2012 год

24 октября 2011 года появилась в эфире в качестве ведущей обновлённой программы «Сегодня. Итоги» на НТВ. Вела эту программу на протяжении трёх лет — с 2011 по 2014 год.
В декабре 2014 года занимаемую Митковой с 2004 года должность заместителя генерального директора НТВ по информационному и общественно-политическому вещанию заняла бывшая сотрудница RT Александра Кошарницкая (Костерина), и с этого момента по настоящее время Татьяна Миткова является только руководителем дирекции информационного вещания телекомпании.
13 сентября 2015 года «Первый канал» в вечернем новостном эфире выпустил 7-минутный телесюжет о персоне, в начале которого ведущая Ирада Зейналова объявила: «Сегодня юбилей у Татьяны Митковой», тем самым фактически подтвердив её год рождения. Ранее в ряде источников ошибочно был указан 1957 год.
Накануне 25-летия НТВ, в сентябре 2018 года, Миткова вновь появилась в эфире телеканала как ведущая — на сей раз документального проекта «Крутая история», выходившего до 11 марта 2021 года. В основе проекта лежали интервью с людьми, пережившими трудные жизненные ситуации и переломившими свою собственную судьбу.
Осенью 2023 года публично поддержала российское вторжение на Украину.

## Санкции
На фоне вторжения России на Украину, национальное агентство по предотвращению коррупции Украины выступило с инициативой о введении против «российский пропагандистки» Митковой международных санкций за «организацию и распространение антиукраинской пропаганды». В обосновании говорится, что Миткова является главным редактором «„Службы информации“ прокремлёвского СМИ — „НТВ“» и занимает должность заместителя генерального директора АО «Телекомпания НТВ». Данные СМИ, в свою очередь, «распространяют новостной контент в соответствии с кремлёвской политикой для целей оправдания военных действий России и геноцида украинского населения».
3 февраля 2023 года Миткова внесена в санкционный список Канады «российских агентов дезинформации» как причастная к распространению российской дезинформации и пропаганды.

## Документальное кино
- «НТВ-видение: Олег Лундстрем. Жизнь в стиле джаз»[52] (НТВ, 2016)[53].
- «НТВ-видение: Муслим Магомаев. Возвращение» (НТВ, 2017)[54].

## Семья
Бывший муж — Всеволод Борисович Соловьёв — журналист-международник.
Сын Дмитрий Соловьёв (род. 1984) — фотограф, автогонщик. Внук Всеволод.

## Фильмография
Во всех проектах Миткова снялась в роли самой себя.
- 1993 — Сенсация
- 2000 — Каменская (1 сезон: фильм № 8 «Не мешайте палачу»)
- 2000 — Дальнобойщики (4 серия «Кино»)

## Награды
- Орден «За заслуги перед Отечеством» IV степени (16 ноября 2011) — за большие заслуги в развитии отечественного телерадиовещания и многолетнюю плодотворную деятельность[59]
- Орден Почёта (22 апреля 2014) — за объективность при освещении событий в Крыму (указ о награждении не был выложен в публичный доступ)[60].
- Орден Дружбы (27 ноября 2006) — за большой вклад в развитие отечественного телерадиовещания и многолетнюю плодотворную работу[61].
- Почётная грамота Президента Российской Федерации (26 июля 2021) — за заслуги в развитии средств массовой информации и многолетнюю добросовестную работу[62].
- Благодарность Президента Российской Федерации (23 апреля 2008) — за информационное обеспечение и активную общественную деятельность по развитию гражданского общества в Российской Федерации[63].
- Благодарность Президента Российской Федерации (10 июля 2023) — за заслуги в развитии средств массовой информации и многолетнюю добросовестную работу[64].
- Благодарность Президента Российской Федерации (31 июля 2025) — за заслуги в развитии средств массовой информации и многолетнюю добросовестную работу[65].
- Медаль Памяти 13 января (Литва, 11 января 1994)[66]. 3 апреля 2014 года отказалась от медали в знак солидарности с Дмитрием Киселёвым, который был лишён этой награды по распоряжению президента Литвы Дали Грибаускайте за то, что он, по мнению Грибаускайте, в передаче «Вести недели» издевается над фундаментальными ценностями свободы и демократии[67]. В эфире своей программы телеведущая сказала: «Я официально заявляю, что отказываюсь от вручённой мне тогда же медали и прошу президента Литвы госпожу Грибаускайте вычеркнуть меня из списков награждённых»[68]. 14 апреля 2014 года Миткова была лишена медали декретом президента Литвы[69].
- Победитель конкурса ведущих «ТВ-Информ» (1991).
- Международная премия за свободу прессы Комитета защиты журналистов (1991).
- Лауреат премии американской организации защиты журналистов «За высокопрофессиональное выполнение журналистского долга» (1993).
- Лауреат премии ТЭФИ в номинации «Лучший ведущий информационной программы» (1997)[70].
- Лауреат премии города Москвы в области журналистики за 2001 год (25 марта 2002)[71].
- Лауреат Национальной премии общественного признания достижений женщин «Олимпия» Российской Академии бизнеса и предпринимательства (2005)[72][73].
- Лауреат премии ТЭФИ: специальный приз (2018)[74].

## Прочее
Владеет английским языком. Увлекается музыкой, теннисом, горными лыжами.